# Споживчий кооператив
Споживчий кооператив — це підприємство, що належить споживачам і демократично керується ними. Кооперативи створюються для задоволення потреб і сподівань своїх членів. Вони діють в рамках ринкової системи, незалежно від держави, як форма взаємної допомоги, орієнтованої на надання якісних послуг, а не отримання прибутку. Споживчі кооперативи часто приймають форму магазинів, які належать покупцям і управляються ними, наприклад продовольчі кооперативи. Однак, є багато видів споживчих кооперативів, що працюють в таких сферах як охорона здоров'я, страхування, житло, комунальні послуги тощо.
В деяких країнах споживчі кооперативи відомі як товариства роздрібної торгівлі (retail cooperatives), хоча їх не слід плутати з кооперативами роздрібних торгівців, членами яких є підприємства роздрібної торгівлі, а не споживачі.
Споживчі кооперативи, в свою чергу, можуть утворювати федерації кооперативів. Федерації можуть організовувати кооперативні гуртові товариства, через які споживчі кооперативи колективно закуповують товари за гуртовими цінами. Вони також можуть організовувати власне виробництво.